# Mycetia flava
Mycetia flava är en måreväxtart som först beskrevs av Henry Nicholas Ridley, och fick sitt nu gällande namn av Henry Nicholas Ridley. Mycetia flava ingår i släktet Mycetia och familjen måreväxter. Inga underarter finns listade i Catalogue of Life.